# Argiope aetheroides
Argiope aetheroides là một loài nhện trong họ Araneidae.
Loài này thuộc chi Argiope. Argiope aetheroides được miêu tả năm 1989 bởi Chang-Min Yin et al..

## Hình ảnh

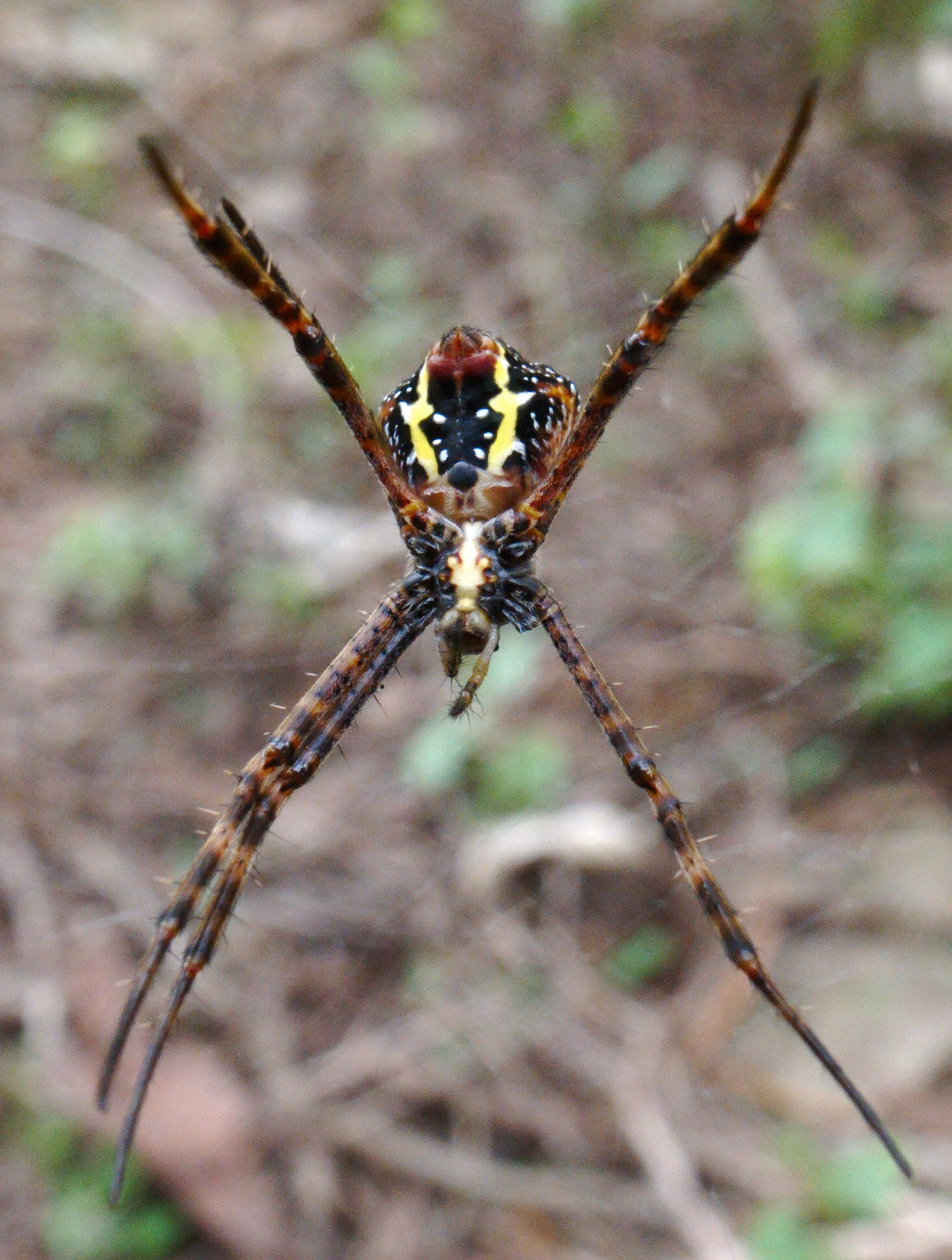